# Żyworód
Żyworód, remuzacja (Remusatia Schott) – rodzaj naziemnopączkowych roślin zielnych, należący do rodziny obrazkowatych, liczący 4 gatunki, występujące w chińskiej prowincji Junnan (R. yunnanensis), na obszarze od Nepalu do Półwyspu Indochińskiego (R. hookeriana i R. pumila) oraz w całej strefie tropikalnej i subtropikalnej Starego Świata (R. vivipara). Są to rośliny naziemne, choć fakultatywnie również epifityczne i litofityczne, zasiedlające sezonowe lub wiecznie zielone formacje leśne strefy międzyzwrotnikowej, często w pobliżu cieków wodnych, na wysokościach od 900 do 2000 m n.p.m. Nazwa naukowa rodzaju została nadana na cześć J.-P. Abel-Rémusata, francuskiego lekarza i sinologa, żyjącego na przełomie XVIII i XIX wieku.

## Morfologia
ŁodygaNiemal kulista bulwa pędowa o średnicy około 3 cm, tworząca bezlistne, pionowe pędy powietrzne o długości około 20 cm, w pachwinach których powstają małe grona bulwek, chronione przez haczykowato skręcone, łuskowate liście, które łatwo przyczepiają się do sierści przechodzących zwierząt.
LiścieRośliny tworzą od 1 do 2 liści właściwych o tarczowatych, lancetowatych do jajowato-sercowatych blaszkach, użyłkowanych siatkowato, o wymiarach od 5×10 cm (R. hookeriana) do 20×30 cm (R. vivipara). Ogonki liściowe mięsiste, o długości od 20 do 40 cm, tworzące niepozorną pochwę.
KwiatyRośliny jednopienne. Pojedynczy kwiatostan, typu kolbiastego pseudancjum, pojawia się przed liśćmi. Pęd kwiatostanowy krótszy od ogonka liściowego, o długości około 10 cm. Pochwa kwiatostanu z 1 lub 2 zwężeniami; w dolnej części rurowato zwinięta, w górnej szeroka lub wąska i bardzo długa, w okresie kwitnienia odgięta lub esowato wzniesiona; w dolnej części zielona, w górnej kremowo-żółta (R. vivipara) do złoto-żółtej (R. pumila); o długości od 6 cm (R. hookeriana) do 20 cm (R. pumila). Położone w dolnej części krótkiej, kilkucentymetrowej kolby kwiaty żeńskie oddzielone są od położonego wyżej, obejmującego wierzchołek kolby, odcinka kwiatów męskich wąskim paskiem pryzmatycznych prątniczek. Prątniczki występują również u nasady kolby. Kwiaty męskie tworzące 2–3-pręcikowe, maczugowato-cylindryczne, ścięte, żłobkowane synandrium o poziomych pylnikach, otwierających się przez szczytowy otworek. Zalążnie jajowate, jednokomorowe lub, szczytowo, 2–4-komorowe, zawierające kilka do wielu hemitropowych zalążków na od 2 do 4 łożyskach położonych bazalnie lub parietalnie (w przypadku R. yunnanensis zarówno bazalnie, jak i parietalnie). Znamiona słupka siedzące, dyskowate do niemal kulistych.
OwoceOwocostan, składający się z wielu wielonasiennych jagód, otoczony jest dolną częścią kolby kwiatostanu. Nasiona o grubej, soczystej łupinie, pokrytej drobnymi brodawkami lub nieregularnymi żłobieniami. Bielmo obfite.
GenetykaLiczba chromosomów 2n = 28, 42, 56.
Gatunki podobnePrzedstawiciele rodzaju Steudnera, od których różnią się brakiem prątniczek wokół zalążni, zwężoną pochwą kwiatostanu, typem łodygi (u Steudnera łodyga naziemna) i tworzeniem pionowych pędów powietrznych.

## Systematyka
Rodzaj należy do plemienia Colocasieae, podrodziny Aroideae z rodziny obrazkowatych.
Wykaz gatunków
- Remusatia hookeriana Schott
- Remusatia pumila (D.Don) H.Li & A.Hay
- Remusatia vivipara (Roxb.) Schott in Schott & Endl.
- Remusatia yunnanensis (H.Li & A.Hay) A.Hay in R.H.A.Govaerts & D.G.Frodin

## Zastosowanie
Rośliny jadalneMłode liście gatunków R. pumila i R. vivipara są jadane po ugotowaniu jako jarzyna.
Rośliny leczniczeW zachodniej części Nepalu pasta z bulwy pędowej R. vivipara jest stosowana zewnętrznie na obrzęki, a sok z bulw zakraplany jest na rany. Związki zawarte w bulwie wykazują działanie antyseptyczne, przeciwpasożytnicze i przeciwobrzękowe. W Indiach sok z bulw tych roślin stosowany jest zewnętrznie do uśmierzania świądu, w dermatozach, a wewnętrznie do odkażania przewodu moczowo-płciowego i w celu wspomagania poczęcia, a pasta na obrzęki przy chorobach reumatycznych.
Rośliny ozdobneŻyworody są uprawiane w ogrodach botanicznych oraz jako rośliny ogrodowe i pokojowe. W krajach o mroźnych zimach bulwy powinny być wykopywane i przenoszone do chłodnych miejsc o dodatnich temperaturach. Rośliny te w temperaturze poniżej 6 °C przechodzą okres całkowitego spoczynku. Wymagają bardzo przepuszczalnego, ale bogatego w składniki odżywcze, lekko kwaśnego i wilgotnego podłoża. Rozmnażanie roślin z tego rodzaju jest bardzo proste z bulwek tworzonych  na naziemnych pędach lub z podziemnych bulw przybyszowych.